# Kampsax Kollegiet
Kampsax Kollegiet er et kollegium beliggende på campus ved Danmarks Tekniske Universitet i Kongens Lyngby. Kollegiet består af 521 enkeltværelser fordelt på 31 fælleskøkkener. Kollegiet har flere faciliteter så som vaskerum, volleyboldbane og spille-rum med billard og bordfodbold.

## Historie

### Opførelsen
I anledning af ingeniørfirmaet  Kampmann, Kierulff & Saxild A/S's 50 års jubilæum den 1. november 1967, tog firmaet med en donation på 2 mio. kr. initiativet til opførelsen af et kollegium ved Danmarks Tekniske Højskole beliggende på “sletten” i Kgs. Lyngby. Kollegiet blev tegnet med enkeltværelser til 521 beboere samt fælles centerbygning. Jf. kollegiets placering ved Danmark Tekniske Højskole, skulle kollegiet hovedsageligt beboes (men ikke begrænset til) af polytekniske studerende. Kollegiet fik navnet Kampsax Kollegiet.
Kollegiet er projekteret af arkitekterne Eva og Nils Koppel i samarbejde med Kampsax, ingeniørfirmaet Birch & Krogboe samt havearkitekt Ole Nørgaard. Opførelsen påbegyndtes i maj 1968, og grundstenene blev nedlagt i hjørnet af blok 3 d. 4. oktober af rektor E. Knut-Winterfeldt, civ.ing. Jørgen Saxild, civ.ing. Otto Kierulff og stud.polyt. Helge Gravesen.
Umiddelbart herefter påbegyndtes opmuringen af de enkelte blokke med en gennemsnitlig opføringstid pr. råhus på ca. 14 dage. Rejsegildet fandt sted i juni 1969, hvor 3/4 af blokkene var under tag, og indflytningen påbegyndtes med ca. 120 kollegianere den 1. august 1969 og fortsatte med ca. 60 hver den 1. i de efterfølgende måneder, indtil de sidste 63 beboere flyttede ind den 1. marts 1970.
Den endelige indvielse af kollegiet fandt sted den 22. juni 1970. Ved denne lejlighed afsløredes maleren Henry Heerups malerier, som siden 2003 er blevet udlånt til Heerupmuseet. Malerierne var en særlig gave til kollegiet fra Else Kampmann, civ.ing. Otto Kierulff og civ.ing. Jørgen Saxild.

### 1970'erne
I 1977 blev Kollegie Konsulent Ordningen (KKO) stiftet, der stadig den dag i dag har til huse på DTU. KKO har siden starten været knyttet til kollegierne omkring DTU og har bl.a. til opgave at hjælpe kollegiernes beboerråd samt kollegianere.

### 1990'erne
I 1994 blev kollegiet renoveret. Der kom nye tage på blokkene, nyt ventilationssystem til værelserne, yderbetonen blev renoveret, brandtrapperne blev malet og der kom nye lofter i fællesgangene. Hermed er ikke nævnt alt, som fik en kærlig hånd under renoveringen.
Alt i alt betød renoveringen, at det til jubilæumsreceptionen mandag den 26. juni 1995 var muligt at fremvise et smukt kollegie, der efter 25 år stadig stod som nyt.
I 1995-96 blev der af beboere på kollegiet installeret et computernetværk mellem alle værelser.
I 1994 fik kollegiet en telefoncentral, så alle kollegianere fik mulighed for at tilslutte egen fastnettelefon på værelset.

### 2000'erne
I 2003 blev der indkøbt fælles grille og borde-/bænkesæt til kollegiet og der blev installeret et fællesantenneanlæg på kollegiet.
Den 20. oktober 2009 åbnede døgnNetto i erhvervslokalerne på Kampsax Kollegiet.
I starten af 2010 påbegyndtes en mindre renovering af centerbygningen, med indkøb af møbler og nymaling af lokale.
I 2010 blev computernetværket opgraderet til gigabit-hastigheder.

### 2010'erne
I 2011 skete den endelige lukning af telefonsystemet idet dette grundet mobil teknologien ikke længere var nødvendigt.

## Om Kampsax Kollegiet
Kampsax Kollegiet er beliggende ved Danmarks Tekniske Universitet (DTU) i Kongens Lyngby. Kollegiet er projekteret af de samme arkitekter, som oprindeligt stod for projekteringen af Danmarks Tekniske Højskole, det der i dag er DTU. Kollegiet er det største af "ingeniør-kollegierne", og er i dag administreret af Polyteknisk KollegieSelskab (PKS).
Kollegiet består af 521 enkeltværelser fordelt på 31 fælleskøkkener igen fordelt på 22 blokke. Kollegiet har flere faciliteter så som vaskerum, volleyboldbane og cafe med tilhørende spille-rum med billard og bordfodbold.

### Køkken og værelse
På de i alt 31 køkkener, er der 15-17 værelser pr køkken. Køkkenerne er indrettet med 2 komfurer med ovn, 2 håndvaske samt ét tørskab pr beboer. Derudover er der fælles spiseområde med 10-12 stole.
Et Kampsax-værelse er ca. 12 kvadratmeter stort og hvert værelse har eget toilet og bad. Hvert værelse er desuden udstyret med telefonstik (til intern telefoni) og internetstik, samt radio/tv-stik. Derudover er værelserne ikke indrettet med møbler når man flytter ind.
Der en lille mellemgang mellem værelset og toilettet, hvor der er 2 klædeskabe i fuld højde. 

### Faciliteter
Kampsax har forskellige faciliteter til rådighed for beboerne:
- Vaskeri, bestående af 7 vaskemaskiner og 4 tørretromler; alle industrimaskiner. Der er mulighed for online reservering af vasketider.
- 2 cykelkældre samt 8 udendørs cykel-rundeller.
- Fællesrum i centerbygningen, hvor der er mulighed for at lave lektier i fællesskab. (endnu ikke åbnet)
- Café, der er åben for beboerne, hvor der er mulighed for at møde andre beboere i festligt vennelag.
- Full-HD biograf med i alt 9 biografsæder og storlærred. Der er online reservering og elektronisk adgangskontrol.
- Musikrum med klaver, trommer og guitarforstærker.
- Volleyball-bane.
- Spille-rum med billiard og bordfodbold.

Det nuværende fællesrum i centerbygningen var tidligere en tv-stue, hvor kollegiets beboere kunne se TV. Det er nu blevet til et fællesrum med borde og stole, hvor der er mulighed for at lave lektier i fællesskab. Rummet er fornyeligt blevet udstyret med trødløst netværk.

## Tidligere beboere
Af tidligere beboere som har boet på kollegiet kan nævnes:
- Friis Arne Petersen[1] – Danmarks ambassadør i USA fra 2005 til August 2010 [2].
- Torben Wind[3] – Medstifter af softwarevirksomheden Navision.
- Peter Bang[3] – Medstifter af softwarevirksomheden Navision.
- Jesper Balser[3] – Medstifter af softwarevirksomheden Navision.
- Henriette Honoré – Studievært i dansk TV.